# Marek Špilár
Marek Špilár (11 tháng 2 năm 1975 – 7 tháng 9 năm 2013) là một cầu thủ bóng đá người Slovakia.

## Đội tuyển bóng đá quốc gia Slovakia
Marek Špilár thi đấu cho đội tuyển bóng đá quốc gia Slovakia từ năm 1997 đến 2002.

## Thống kê sự nghiệp
| Đội tuyển bóng đá Slovakia | Đội tuyển bóng đá Slovakia | Đội tuyển bóng đá Slovakia |
| Năm                        | Trận                       | Bàn                        |
| -------------------------- | -------------------------- | -------------------------- |
| 1997                       | 11                         | 0                          |
| 1998                       | 12                         | 0                          |
| 1999                       | 1                          | 0                          |
| 2000                       | 0                          | 0                          |
| 2001                       | 0                          | 0                          |
| 2002                       | 6                          | 0                          |
| Tổng cộng                  | 30                         | 0                          |